# City to City (single)
City to city is een single van Gerry Rafferty. Het is afkomstig van zijn succesvolle album City to city. City to city was een van de vier singles die in Nederland werden uitgebracht, na dit plaatje verschenen nog Baker Street, Right down the line en The ark. Daarvan belandde alleen Baker Street nog in de Nederlandse hitparades. B-kant werd gevormd door Mattie’s rag (5:35) dat ook van hetzelfde album werd gehaald.
City to city gaat over het heen en weer reizen per trein tussen Londen en Glasgow (thuis) in de tijd van de schermutselingen over het eind van Stealers Wheel. De afstand van circa 400 mijl wordt in het lied genoemd (exacte afstand is 343.53 mijl/552,84 km).

## Hitnoteringen

### Nederlandse Top 40
| Hitnotering: 25-02-1978 t/m week 15-04-1978 | Hitnotering: 25-02-1978 t/m week 15-04-1978 | Hitnotering: 25-02-1978 t/m week 15-04-1978 | Hitnotering: 25-02-1978 t/m week 15-04-1978 | Hitnotering: 25-02-1978 t/m week 15-04-1978 | Hitnotering: 25-02-1978 t/m week 15-04-1978 | Hitnotering: 25-02-1978 t/m week 15-04-1978 | Hitnotering: 25-02-1978 t/m week 15-04-1978 | Hitnotering: 25-02-1978 t/m week 15-04-1978 | Hitnotering: 25-02-1978 t/m week 15-04-1978 |
| Week:                                       | 1                                           | 2                                           | 3                                           | 4                                           | 5                                           | 6                                           | 7                                           | 8                                           |                                             |
| ------------------------------------------- | ------------------------------------------- | ------------------------------------------- | ------------------------------------------- | ------------------------------------------- | ------------------------------------------- | ------------------------------------------- | ------------------------------------------- | ------------------------------------------- | ------------------------------------------- |
| Positie:                                    | 33                                          | 22                                          | 18                                          | 13                                          | 11                                          | 11                                          | 17                                          | 34                                          | uit                                         |

### NederlandseSingle Top 100
| Hitnotering: 11-03-1978 t/m 01-04-1978 | Hitnotering: 11-03-1978 t/m 01-04-1978 | Hitnotering: 11-03-1978 t/m 01-04-1978 | Hitnotering: 11-03-1978 t/m 01-04-1978 | Hitnotering: 11-03-1978 t/m 01-04-1978 | Hitnotering: 11-03-1978 t/m 01-04-1978 |
| Week:                                  | 1                                      | 2                                      | 3                                      | 4                                      |                                        |
| -------------------------------------- | -------------------------------------- | -------------------------------------- | -------------------------------------- | -------------------------------------- | -------------------------------------- |
| Positie:                               | 26                                     | 23                                     | 23                                     | 29                                     | uit                                    |

### NPO Radio 2 Top 2000
| Nummer met noteringen in de NPO Radio 2 Top 2000 | '99  | '00  | '01  | '02  | '03  | '04 | '05  |
| ------------------------------------------------ | ---- | ---- | ---- | ---- | ---- | --- | ---- |
| City to City                                     | 1428 | 1761 | 1775 | 1819 | 1812 | -   | 1877 |

1. ↑  Een '-' betekent dat het nummer niet was genoteerd en een vetgedrukt getal geeft de hoogste notering aan.
2. ↑  Deze tabel is bijgewerkt tot en met de laatste editie (2024).